# Wolfgang Kuhoff
Wolfgang Kuhoff (* 3. Februar 1951 in Paderborn) ist ein deutscher Althistoriker.
Nach dem Abitur am Staatlichen Gymnasium Theodorianum Paderborn im Jahr 1969 studierte Wolfgang Kuhoff von 1971 bis 1976 Geschichte, Kunstgeschichte und Klassische Archäologie an der Ruhr-Universität Bochum und schloss mit dem Staatsexamen ab. Von 1976 an war er an der Universität Augsburg als Wissenschaftlicher Mitarbeiter, Assistent, Akademischer Rat, Akademischer Oberrat und Oberassistent beschäftigt. 1981 promovierte er dort mit der Arbeit „Studien zur zivilen senatorischen Laufbahn im 4. Jahrhundert n. Chr. Ämter und Amtsinhaber in Clarissimat und Spektabilität“. 1988 folgte die Habilitation mit der Arbeit „Felicior Augusto melior Traiano. Aspekte der Selbstdarstellung der römischen Kaiser während der Prinzipatszeit“ und die Ernennung zum Privatdozenten. Seit 1996 lehrte Kuhoff als außerplanmäßiger, seit 2003 als außerordentlicher Professor in Augsburg. Im Jahr 2014 beendete Kuhoff seine Lehrtätigkeit in Augsburg.
Kuhoff beschäftigt sich hauptsächlich mit der Geschichte der römischen Kaiserzeit, der Spätantike und der germanischen Völker mit Schwerpunkt auf der diokletianisch-konstantinischen Epoche. Weiterhin mit der Staatsverwaltung und Sozialgeschichte der Oberschicht in der spätrömischen Zeit, der frührömischen Geschichte, der lateinischen Epigraphik und der Geschichte der antiken Tradition in Deutschland und Italien. Kuhoff verfasste zahlreiche Artikel im Biographisch-Bibliographischen Kirchenlexikon (BBKL).

## Schriften
- Herrschertum und Reichskrise. Die Regierungszeit der römischen Kaiser Valerianus und Gallienus (253–268 n. Chr.) (= Kleine Hefte der Münzsammlung an der Ruhr-Universität Bochum. 4/5). Brockmeyer, Bochum 1979, ISBN 3-88339-061-5.
- Studien zur zivilen senatorischen Laufbahn im 4. Jahrhundert n. Chr. Ämter und Amtsinhaber in Clarissimat und Spektabilität (= Europäische Hochschulschriften. Reihe 3: Geschichte und ihre Hilfswissenschaften. 162). Lang, Frankfurt am Main u. a. 1983, ISBN 3-8204-7012-3.
- mit Gunther Gottlieb: Quellen zur Geschichte der Alamannen. 6: Inschriften und Münzen. Mit einer Zeittafel von 213 bis etwa 530. Corrigenda und Addenda zu den Bänden I und II (= Heidelberger Akademie der Wissenschaften. Kommission für Alamannische Altertumskunde. Schriften. 9). Thorbecke, Sigmaringen 1984, ISBN 3-7995-6309-1.
- Felicior Augusto melior Traiano. Aspekte der Selbstdarstellung der römischen Kaiser während der Prinzipatszeit. Lang, Frankfurt am Main u. a. 1993, ISBN 3-631-46228-X.
- „La Grande Roma dei Tarquini“. Die früheste Expansion des römischen Staates im Widerstreit zwischen literarischer Überlieferung und historischer Wahrscheinlichkeit. Wissner, Augsburg 1995, ISBN 3-928898-89-2.
- Diokletian und die Epoche der Tetrarchie. Das römische Reich zwischen Krisenbewältigung und Neuaufbau (284–313 n. Chr.). Lang, Frankfurt am Main u. a. 2001, ISBN 3-631-36792-9.
- Mark Aurel. Kaiser, Denker, Kriegsherr. W. Kohlhammer, Stuttgart 2019, ISBN 978-3-17-021110-0.